# Debattierclub Johannes Gutenberg

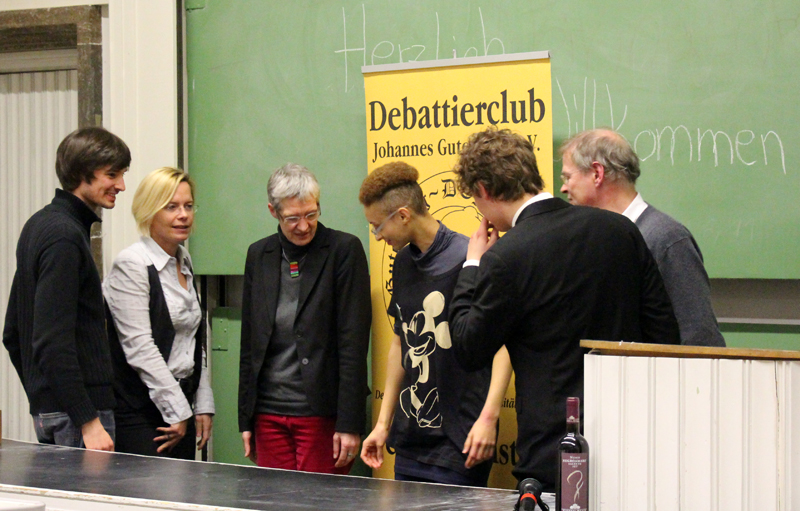
Die Debattierenden nach einem Rededuell (2013)

Der Debattierclub Johannes Gutenberg e.V. (kurz: DCJG), gegründet 2002, ist der Debattierclub der Johannes Gutenberg-Universität Mainz. Er zählt zu den größten und erfolgreichsten deutschsprachigen Debattierclubs.
Es gelang ihm zweimal den Titel des Deutschen Meisters zu gewinnen (2003 und 2007), zudem nahmen zwischen 2003 und 2008 jedes Jahr Mainzer Redner am Finale der Deutschen Debattiermeisterschaft (DDM) teil und wurden somit viermal Deutscher Vizemeister. Im Jahr 2009 war der DCJG als Ausrichter der DDM selbst nicht startberechtigt. Damit ist er der bislang erfolgreichste Club bei der Deutschen Debattiermeisterschaft.
In der ewigen Bestenliste der ZEIT Debatten des Dachverbandes VDCH rangiert der Club gegenwärtig mit 46 Punkten auf Platz 2. Auch in der Freien Debattierliga der Saison 2010/11 erreichte der DCJG Platz 2. Im April 2010 wurde der DCJG Westdeutscher Vizemeister.

## Geschichte
Die Studierenden Hanna Kaspar, Patrick Proner und Björn-Chistian Haße gründeten den Club. Das erste Turnier, an dem der Club teilnahm, war die Eisenacher ZEIT Debatte im Mai 2002. Seither nimmt der DCJG regelmäßig an nationalen Turnieren teil.
Seit 2002 ist der Club Mitglied des Dachverbandes, des Verbandes der Debattierclubs an Hochschulen e.V. (VDCH). Insgesamt fünfmal wurden DCJGler von der Mitgliederversammlung des Dachverbandes in dessen Vorstand gewählt: Vizepräsidenten waren im Jahr 2003/04 Hanna Kaspar, von 2007 bis 2009 Gudrun Lux und im Jahr 2010/11 Marcus Ewald. VDCH-Präsident der Saison 2006/07 war Simon Herrmann.

## Turnierausrichtung
Bis heute hat der DCJG sechs Turniere der renommierten ZEIT-Debatten-Serie ausgerichtet (2003, 2005, 2006, 2008, 2009 und 2011), darunter die Deutsche Debattiermeisterschaft im Juni 2009 mit rund 200 Teilnehmern aus Deutschland, Österreich und der Schweiz.
Bei der vergangenen Mainzer ZEIT Debatte im Januar 2011 setzte sich im Finale ein Team aus Leipzig (Regierung) gegen die Opposition aus Jena durch, als bester Finalredner wurde der Freie Redner Magnus Schmagold (Göttingen) ausgezeichnet. Chefjuroren waren Marcel Giersdorf (DCJG), Lukas Haffert (Tilbury House Köln) und Peter Croonenbroeck (Streitkultur Tübingen).
Darüber hinaus veranstaltet der Club seit dem Sommer 2008 einmal jährlich den Gutenberg-Cup, ein Turnier, das außerhalb der Serie ZEIT Debatten ausgerichtet wird. Seit 2009 werden bei diesem Turnier ausschließlich sogenannte „Spaß-Debatten“ bestritten, also Debatten, die explizit einen unterhaltsamen Charakter haben sollen und auch skurrile oder sehr offene Themen behandeln. Der Gutenberg-Cup ist das einzige Turnier im deutschsprachigen Raum mit dieser Ausrichtung. Er ist seit Oktober 2010 zudem das Eröffnungsturnier der Freien Debattierliga, die im August 2010 gegründet wurde.
Die Turniere des DCJG werden und wurden für gewöhnlich im Format der Offenen Parlamentarischen Debatte (OPD) abgehalten. Eine Ausnahme bildete die ZEIT Debatte 2005, die im „Format 05“ ausgetragen wurde, das der DCJG entwickelt hatte. Der Titel ist eine Anspielung sowohl auf den Mainzer Sportverein 1. FSV Mainz 05 als auch auf die verkürzte Redezeit, die im Gegensatz zu OPD bei fünf statt sieben Minuten liegt. Das Format etablierte sich jedoch nicht dauerhaft.

## „Mainzer Modell“
Bei der Mainzer ZEIT Debatte 2011 wurde erstmals bei einem OPD-Turnier der von Bastian Laubner von der Berlin Debating Union entwickelte und nun als Mainzer Modell bekannte Turniermodus mit fünf Vorrunden angewandt. Normalerweise muss die Zahl der Vorrunden bei OPD-Turnieren durch 3 teilbar sein, damit aus Gründen der Chancengleichheit alle Teams gleich häufig die Rolle der Regierung, Opposition und Freien Redner einnehmen. Aus Zeitgründen werden dabei für gewöhnlich drei Vorrunden abgehalten, bevor die Ausscheidungsrunden im K.-o.-System beginnen, zumeist mit dem Viertelfinale.
Bei der ZEIT Debatte gab es kein Viertelfinale, in das die besten acht Teams einzogen, stattdessen gab es eine vierte und fünfte Vorrunde. In diesen durften die besten 18 von insgesamt 27 Teams noch einmal als Regierung und Opposition debattieren und hatten die Chance auf den Einzug ins Halbfinale. Die Redner der neun Teams, die als Team keine Chance mehr auf das Halbfinale hatten, fungierten in den beiden zusätzlichen Vorrunden als Freie Redner. Darüber hinaus hatten weiterhin alle 81 Redner (27 Teams à drei Redner) die Möglichkeit, als Freie Redner ins Halbfinale einzuziehen, unabhängig davon, ob ihr Team bereits ausgeschieden war oder nicht.
Der Vorteil dieses Systems besteht darin, dass nach den ersten drei Vorrunden nicht nur acht, sondern 18 Teams zunächst gemeinsam weiterdebattieren. Darüber hinaus wird allen Rednern und Juroren mehr Gelegenheit gegeben, sich aktiv am Wettbewerb zu beteiligen, als bei herkömmlichen OPD-Turnieren, da normalerweise mit Ende der Vorrunden und Beginn des Viertelfinals neben den 24 Teamrednern (acht Teams à drei Redner) nur noch 12 Einzelredner als Freie Redner (vier Räume mit jeweils drei Freien Rednern) aktiv sind. Auch von den Juroren wird auf Grund der Verkleinerung des Teilnehmerfeldes nach den Vorrunden normalerweise nur noch ein Bruchteil benötigt. In dem neuen Turniermodus dagegen hatten folglich alle Redner und Juroren länger Gelegenheit, sich aktiv in den Wettbewerb einzubringen. Gerade noch unerfahrene Redner profitieren zudem von der höheren Zahl der Vorrunden, in denen seitens der Juroren nicht nur Punkte vergeben, sondern den Rednern auch ein mündliches Feedback zu ihrer Leistung gegeben wird. Das System mit fünf Vorrunden wird in der Debattierszene seither als „Mainzer Modell“ bezeichnet. Die Ausrichter der Saison 2011/12, die eine OPD-ZEIT Debatte organisieren, haben angekündigt, ebenfalls das „Mainzer Modell“ anwenden zu wollen.

## Turnierteilnahmen
Im Juni 2003 gewannen Hanna Kaspar, Simon Herrmann und Christian Rauda die Deutsche Debattiermeisterschaft in Tübingen. Im Juni 2007 wurden Marietta Gädeke, Gudrun Lux und Marcel Giersdorf Deutscher Debattiermeister in Bayreuth.
2006 gewannen Patrick Proner und Simon Herrmann die Westdeutsche Debattiermeisterschaft in Marburg. 2009 setzten sich Konrad Grießinger, Robert Lehmann und Nicolas Eberle in Bonn bei der Regionalmeisterschaft gegen 17 andere Teams durch und errangen zum zweiten Mal für den DCJG den Titel des Westdeutschen Meisters. In den Jahren 2007, 2008, 2010 und 2011 wurde der DCJG Westdeutscher Vizemeister.
In der Saison 2008/2009, seiner zweiterfolgreichsten Saison seit der Gründung, gewann der Club die Tübinger ZEIT-Debatte.  In der Saison 2009/2010 erreichte je ein Team des DCJG die Finals der Westdeutschen Meisterschaft sowie erneut der Tübinger ZEIT-Debatte. In der laufenden Saison 2010/11 schaffte es wiederum ein Mainzer Team ins Finale der Greifswalder ZEIT Debatte, außerdem siegte der DCJG im Finale des Tübinger Streitkultur-Cups, dem größten Turnier im deutschsprachigen Raum außerhalb der ZEIT Debatten.
Der Club tritt hauptsächlich bei deutschsprachigen Turnieren in Erscheinung, seine Mitglieder haben jedoch auch mehrfach an internationalen Turnieren teilgenommen, unter anderem den Europameisterschaften im Debattieren im Jahr 2004, 2006, 2010 und 2011, sowie den Weltmeisterschaften 2010, 2011 und 2012. Das Team von Marietta Gädeke und Marcus Ewald erreichte unter dem Namen „Gutenberg A“ 2011 und 2012 den Weltmeisterschafts-Break ins ESL-Viertelfinale. Im Jahr 2009 erreichten beide angetretenen Mainzer Teams das Halbfinale der Nicht-Muttersprachler beim Turnier Oxford IV.